# 사랑의 언령
《사랑의 언령》(愛の言霊)은 2007년 10월 27일에 개봉 한 일본의 만화가 콘노 케이코의 BL 만화 원작의 일본 BL 영화이다. 도쿠야마 히데노리, 사이토 야스카가 주연 배우로 출연 하였다.
이 영화는 2008년 1월 25일 본편 DVD가 출시 되었다.
이 영화는 질투와 불안으로 싸우는 두 명의 젊은 게이 커플에 초점을 두고 있다.

## 출연

### 주연
- 도쿠야마 히데노리
- 사이토 야스카
- 마츠오카 리나코

### 조연
- 카가미 마사시
- 오오쿠라 준코
- 이와타 유이
- 사카이 켄타로